# Preston Township (comté de Platte, Missouri)
Preston Township est un ancien township, situé dans le comté de Platte, dans le Missouri, aux États-Unis,.
Le township est fondé en 1838 et baptisé en référence à Preston Dunlap, un juge local.

### Source de la traduction
- (en) Cet article est partiellement ou en totalité issu de l’article de Wikipédia en anglais intitulé « Preston Township, Platte County, Missouri » (voir la liste des auteurs).